# Amtsarzt
Als Amtsarzt im engen Sinne bezeichnet man in Deutschland einen Arzt, der auf einer amtlichen Stelle der Gesundheitsverwaltung – wie beispielsweise einem Gesundheitsamt – oder einer unteren Gesundheitsbehörde im Bereich Amtsärztlicher Dienst tätig ist. In Österreich trägt diesen Titel dagegen nur der beamtete Leiter der gesundheitspolizeilichen Abteilung einer Bezirksverwaltungsbehörde; in der Schweiz wird der Leiter des Gesundheitsdienstes in einem Gemeinwesen so bezeichnet. Amtsärzte in Deutschland sind insbesondere Fachärzte für das öffentliche Gesundheitswesen. Im umgangssprachlichen Gebrauch wird als Amtsarzt auch oft der für einen Sozialversicherungsträger tätige Vertrauensarzt bezeichnet.
Voraussetzung für eine Weiterbildung zum Facharzt für Öffentliches Gesundheitswesen ist in Deutschland ein erfolgreiches Medizinstudium und die Approbation als Arzt. Diese Weiterbildung dauert 5 Jahre, wovon unter anderem sechs Monate an einer Akademie für Öffentliches Gesundheitswesen in Düsseldorf erfolgen. Weiterbildungsinhalte und Vorschriften werden durch die jeweiligen Ärztekammern der Bundesländer in deren Weiterbildungsordnungen geregelt.
In Niedersachsen darf seit dem 1. Januar 2007 auf Grund des Gesetzes über den öffentlichen Gesundheitsdienst (NGöGD) die Bezeichnung Amtsarzt oder Amtsärztin nur von Ärzten geführt werden, die im öffentlichen Gesundheitsdienst eines Landkreises oder einer kreisfreien Stadt mit der Gebietsbezeichnung Öffentliches Gesundheitswesen tätig sind (§2 Abs. 3 NGöGD).
Eine ältere Bezeichnung für Amtsarzt ist Physikatsarzt. In früheren Jahrhunderten war es der Stadtarzt (Stadtphysicus) oder Kreisphysikus, dem amtsärztliche Aufgaben im heutigen Sinne von der Behörde übertragen worden waren.

## Statistik
In Deutschland waren zwischen 1995 und 2012 zu jedem Zeitpunkt 274.000 bis 349.000 Ärzte berufstätig. In den Gesundheitsämtern waren davon 2.370 bis 3.800 tätig. Das sind weniger als ein Prozent der Ärzte. Damit kommen etwa drei bis fünf Amtsärzte auf 100.000 Einwohner.